# Pedro Olympio
Siru Pedro Olympio (* 21. April 1898 Lomé; † 1969) war ein togoischer Diplomat und Arzt.

## Leben
Olympio war der Sohn des brasilienstämmigen Octaviano Olympio. Er ging erst in Lomé, dann in der Missionsschule in Steyl (Niederlande), in St. Wendel (Saarland) und zuletzt in Euskirchen zur Schule. Er legte 1920 dort das Abitur ab. Er studierte in Bonn und München Medizin und promovierte 1926 mit dem Thema Über gleichzeitiges Auftreten von spondylitis deformans und carcinoma ventriculi im Röntgenbild. Anschließend arbeitete er am hamburgischen Tropeninstitut und studierte drei Semester in Paris.
Danach kehrte er nach Togo zurück, wo er eine eigene Klinik in Lome eröffnete. In Westafrika war er der erste einheimische Arzt mit europäischer Ausbildung.
1936 wurde er Mitglied der Commission municipale de Lomé. Zwischen 1938 und 1940 leitete er mit seinem Cousin Sylvanus Olympia das „Comité du Guide du Togo“. 1946 war Olympio zusammen mit Nicolas Grunitzky Mitbegründer der Fortschrittspartei. Als Mitglied der togoischen Delegation bei der OECD nahm er ab 1948 an internationalen Konferenzen teil.
1955 spaltete sich unter seiner Führung die togoische Volkspartei (MPT) ab, deren Präsident er wurde.